# Rhododendron serotinum
Rhododendron serotinum är en ljungväxtart som beskrevs av Hutchinson. Rhododendron serotinum ingår i släktet rododendron, och familjen ljungväxter. Inga underarter finns listade i Catalogue of Life.

## Bildgalleri

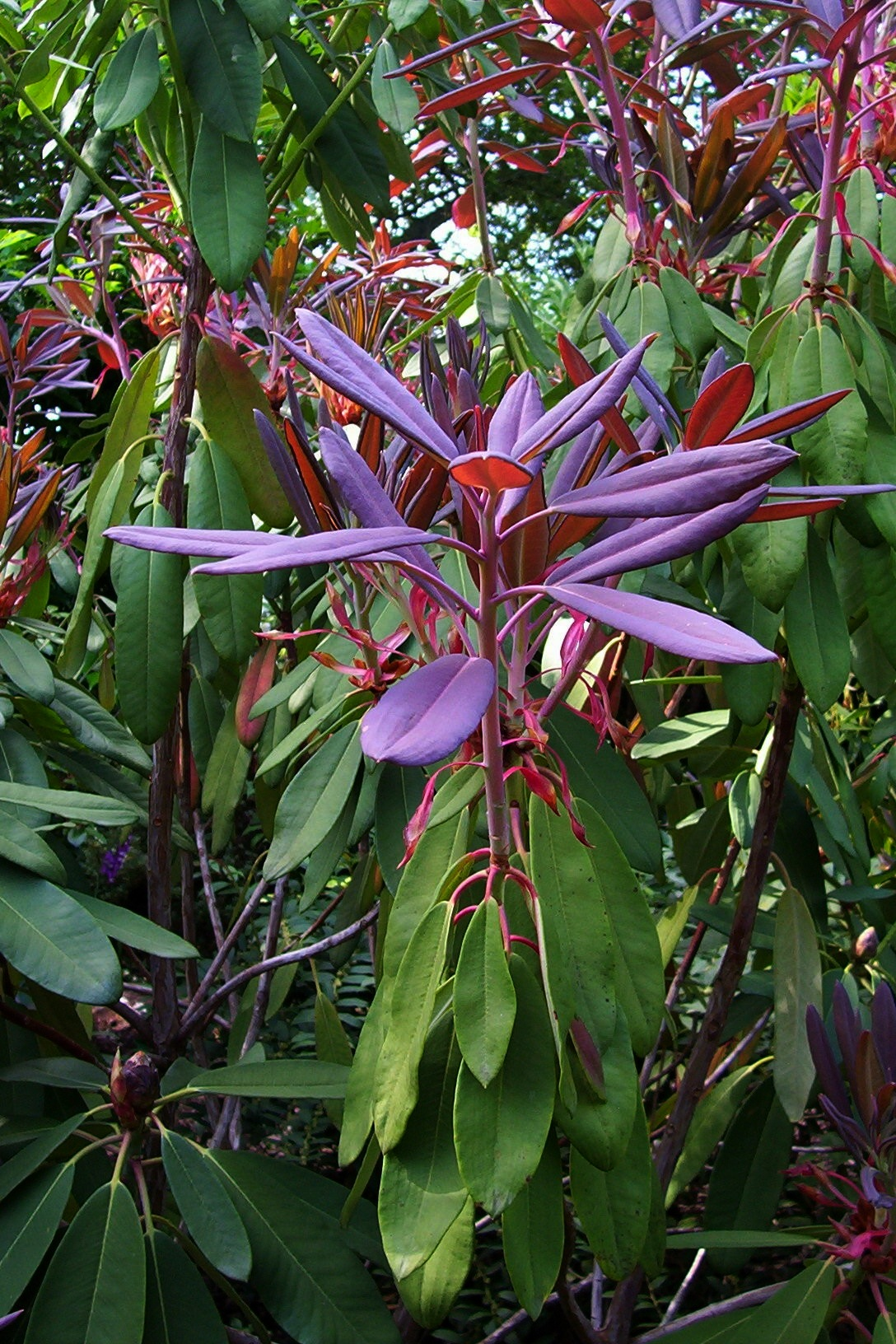
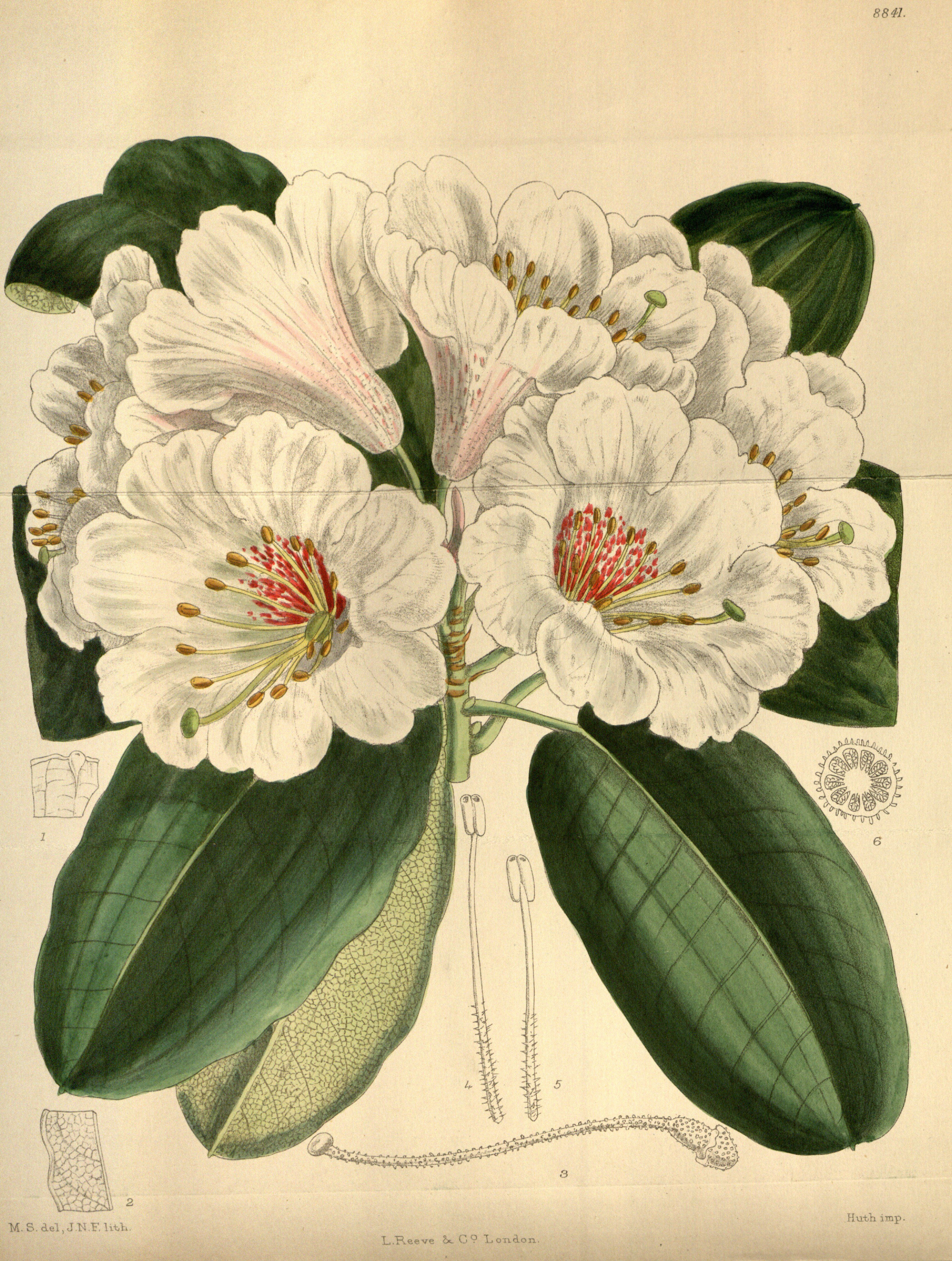